# چاتین (اورتاکوی)
چاتین (به ترکی استانبولی: Çatin) یک منطقهٔ مسکونی در ترکیه است که در اورتاکوی (آق‌سرای) واقع شده‌است.